# 紅牙のルビーウルフ
『紅牙のルビーウルフ』（こうがのルビーウルフ）は、淡路帆希による日本のライトノベル作品。イラストは椎名優が担当している。第17回ファンタジア長編小説大賞準入選作。富士見ファンタジア文庫（富士見書房）より2005年9月から2008年4月まで刊行された。

## あらすじ
ルビーウルフは狼を母に、盗賊団の頭を父として育った。ある日盗賊団は神国グラディウス国軍の襲撃を受ける。騒動のさなか、ルビーウルフがグラディウスの唯一の王族だったことが判明する。
ルビーウルフがグラディウスの女王となった矢先、隣国トライアンに、トラージュ国の姫を自称するキアラが現れ、新たな波乱の幕が上がる。

## 登場人物
ルビーウルフ（本名：シャティナ・レイ・スカーレット・グラディウス）
本作の主人公。狼と盗賊に育てられた神国グラディウスの唯一の王族で、王族にのみ持つ事が出来る「導きの剣」が武器。赤葡萄（ワイン）色の髪に紅玉の瞳をしている。
「紅牙のルビーウルフ」では王女になっているが、「面影人魚」から女王になっている。お酒に弱く、身近にいる者を掴んで離さなくなるという酒癖を持っている。
ジェイド・コルコット
温厚で真面目な魔道騎士で、かつては魔道騎士団「ガーディアン」の副隊長を務めていた。ウォルクの前の宰相、ゲイリー・コルコットの息子であり、父の形見の首飾り（前は幼少の頃のジェイドの肖像画だったが、今はルビーウルフに変わっている）が宝物。
ケーナ
ルビーの養母・ヴィアンカの曾孫であるメスの狼で、ルビーウルフと一緒に育てられた。とても細やかな性格。
フロスト
ヴィアンカの孫息子であるオスの狼。とても気難しい性格。ルビーを敬愛している一方、ジェイドを敵視している。
モルダ
ルビーウルフの養父で、盗賊団「ブラッディ・ファング」の頭。
ロベール・エルカインド
ジェイドの父ゲイリーを慕っている魔道騎士。娘であるアンジュを溺愛している。
リオン・エルカインド
ティグル・エルカインド
ロベールの双子の子供たち。魔道騎士の見習い。リオンが兄で、違いは髪を結っているか否か。
アンジュ・エルカインド
ロベールの娘で、リオンやティグルの妹。自己中心的な性格。
アーディス・マリンベル
ウォルク・マリンベルの息子で、魔道騎士団「ガーディアン」の隊長。
エリカ・ブルーノ
ジェイドの師匠で、ジェイドから「老師」と呼ばれている。前はグラディウスとトライアンの国境に住んでいたが、今はトライアンに移り住んでいる。年齢不詳。
ミレリーナ・フィリス・トライアン
トライアンの王女で、ベルンハルトの妹。兄思いで、兄が苦手としている事を全て行っている。
ロヴィン
ミレリーナに仕える魔道騎士。冷静沈着かつ寡黙な性格。元は盗人だった。
ラーク・レウカンサ・サルヴロース
神国サルヴロースの王子。エミリエンヌの事を「エミリー」と呼んでいる。女好きで、あちこち歩き回っている。「面影人魚」、「宝冠に咲く花」に登場。
エミリエンヌ・シェリール・コロナード
神国コロナードの姫。ラークが天敵らしい。「宝冠に咲く花」で登場。
ベルンハルト・ル・シエル・トライアン
トライアン国の王。料理が得意で穏やかな性格。
コーラル・プラージュ
2巻「面影人魚」から登場したプラージュの元王族。今はベルンハルトの妻で、次期国王である子を身篭っている。

## 既刊一覧
- 淡路帆希（著）・椎名優（イラスト）、富士見書房〈富士見ファンタジア文庫〉、全8巻
  - 『紅牙のルビーウルフ』2005年9月17日発売[3]、ISBN 4-8291-1751-6
  - 『紅牙のルビーウルフ2 面影人魚』2006年2月18日発売[4]、ISBN 4-8291-1794-X
  - 『紅牙のルビーウルフ3 西の春嵐』2006年5月20日発売[5]、ISBN 4-8291-1825-3
  - 『紅牙のルビーウルフ4 皓白の反旗』2006年10月20日発売[6]、ISBN 4-8291-1867-9
  - 『紅牙のルビーウルフ5 宝冠に咲く花』2006年12月20日発売[7]、ISBN 4-8291-1886-5
  - 『紅牙のルビーウルフ Tinytales 1 クローバーに願いを』2007年5月19日発売[8]、ISBN 978-4-8291-1929-7
  - 『紅牙のルビーウルフ6 自由の風が吹く夜明け』2008年1月19日発売[9]、ISBN 978-4-8291-3251-7
  - 『紅牙のルビーウルフ7 君に捧げる永遠の花』2008年4月19日発売[10]、ISBN 978-4-8291-3277-7

## 朗読ボイス
また、携帯サイトのFUJIMIオールスターズ（エンターブレイン配信）では朗読ボイスという4、5分程度の第1巻、第2巻、第3巻の内容のボイスデータが無料で配信された。